# Britt Weerman
Britt Weerman (13 de junio de 2003) es una deportista neerlandesa que compite en atletismo. Ganó una medalla de plata en el Campeonato Europeo de Atletismo en Pista Cubierta de 2023, en la prueba de salto de altura.

## Palmarés internacional
| Campeonato Europeo en Pista Cubierta | Campeonato Europeo en Pista Cubierta | Campeonato Europeo en Pista Cubierta | Campeonato Europeo en Pista Cubierta |
| Año                                  | Lugar                                | Medalla                              | Prueba                               |
| ------------------------------------ | ------------------------------------ | ------------------------------------ | ------------------------------------ |
| 2023                                 | Estambul (Turquía)                   | Medalla de plata                     | Salto de altura                      |